# Aloys Bömer (Philologe)
Aloys Bömer (* 31. Juli 1868 in Immichenhain; † 16. April 1944 in Münster) war ein deutscher Bibliothekar.

## Leben
Bömers Eltern waren der Domänenpächter Aloys Bömer und dessen Frau Theresa, geb. Becker. Er besuchte das Gymnasium in Münster und studierte anschließend Klassische und Deutsche Philologie in Münster, wo er 1891 promoviert wurde. Im selben Jahr begann er an der Universitätsbibliothek Münster als Hilfsarbeiter, 1901 wurde er dort Bibliothekar. 1909 wechselte er als Oberbibliothekar an die Staats- und Universitätsbibliothek Breslau, 1915 ging er als Direktor an die Universitätsbibliothek Münster zurück. 1908 verlieh man Bömer den Titel Professor und ein Jahr später wurde er zum Rat IV. Klasse ernannt. 1933 trat er in den Ruhestand.

## Veröffentlichungen
- De correptione vocabulorum natura iambicorum Terentiana 1891 (Dissertation Universität Münster 1891).
- Hrsg.: Ausgewählte Werke des Münsterischen Humanisten Johannes Murmellius. 5 Hefte, Regensberg, Münster 1892–1895.
- Hrsg.: Die lateinischen Schülergespräche der Humanisten: Auszüge mit Einleitungen, Anmerkungen und Namen- und Sachregister; Quellen für die Schul- und Universitätsgeschichte des 15. und 16. Jahrhunderts. 2 Bände, Harrwitz, Berlin 1897–1899 (Texte und Forschungen zur Geschichte der Erziehung und des Unterrichts in den Ländern deutscher Zunge; 1–2).
- Hrsg.: Fridericvs Dedekindvs: Grobianvs. Weidmann, Berlin 1903 (Lateinische Litteraturdenkmäler des XV. und XVI. Jahrhunderts; 16).
- Anstand und Etikette nach den Theorien der Humanisten. Teubner, Leipzig 1904.
- Das literarische Leben in Münster bis zur endgültigen Rezeption des Humanismus. Coppenrath, Münster 1906.
- Eine Vagantenliedersammlung des 14. Jahrhunderts in der Schlossbibliothek zu Herdringen (Kr. Arnsberg). In: Zeitschrift für deutsches Altertum, Bd. 49 (1907), S. 162–238.
- Die Königliche Universitätsbibliothek zu Münster i. W.: zur Erinnerung an die Einweihung ihres Neubaus am 3. November 1906. In: Zeitschrift für Bücherfreunde, Bd. 11 (1907/1908), Heft 3, S. 125–131.
- Hrsg.: Guillaume de Déguileville: Die Pilgerfahrt des träumenden Mönchs: aus der Berleburger Handschrift. Weidmann, Berlin 1915 (Deutsche Texte des Mittelalters; 25). Digitalisat
- Der münsterische Buchdruck in dem ersten Viertel des 16. Jahrhunderts. In: Westfalen, Bd. 10 (1919).
- Der münsterische Buchdruck vom zweiten Viertel bis zum Ende des 16. Jahrhunderts: mit einem Überblick über die weitere Entwickelung. In: Westfalen, Bd. 12 (1924), Heft 1–3.
- Hrsg.: Epistolae obscurorum virorum, 2 Bde. Weissbach, Heidelberg 1924 (Stachelschriften. Ältere Reihe; 1).
- Hrsg.: Mittelalterliche Handschriften: palaeographische, kunsthistorische, literarische und bibliotheksgeschichtliche Untersuchungen; Festgabe zum 60. Geburtstage von Hermann Degering. Hiersemann, Leipzig 1926 (Digitalisat).
- Hrsg.: Westfälische Lebensbilder, Band 1–5. Aschendorff, Münster i. W. 1930–1937.
- Dreissig Jahre Universitätsbibliothek Münster. In: Zentralblatt für Bibliothekswesen; Jg. 50 (1933), H. 1–3, S. 120–136.
- Die deutsche landesgeschichtliche Bibliographie seit dem Ausgang des Weltkriegs. In: Blätter für deutsche Landesgeschichte: Neue Folge des Korrespondenzblattes, Bd. 85 (1939), S. 91–116.